# Eustenophasma violacea
Eustenophasma violacea là một loài bướm đêm trong họ Geometridae.